# Pocobletus
Pocobletus es un género de arañas araneomorfas de la familia Linyphiidae. Se encuentra en el centro y sur de América y las Antillas. 

## Lista de especies
Según The World Spider Catalog 12.0:
- Pocobletus bivittatus Simon, 1897
- Pocobletus coroniger Simon, 1894